# Sphoeroides
A Sphoeroides nemzetség a Tetraodontinae alcsalád tagjaként a gömbhalfélék (Tetraodontidae) családjába a sugarasúszójú halak osztályába és a gömbhalalakúak (Tetraodontiformes) rendjébe tartozik.

## Fajok
- Sphoeroides andersonianus Morrow, 1957
- Sphoeroides angusticeps (Jenyns, 1842)
- Sphoeroides annulatus (Jenyns, 1842)
- Sphoeroides cheesemanii (Clarke, 1897)
- Sphoeroides dorsalis Longley, 1934
- Sphoeroides georgemilleri Shipp, 1972
- Sphoeroides greeleyi (Gilbert, 1900)
- Sphoeroides kendalli Meek & Hildebrand, 1928
- Sphoeroides lispus Walker, 1996
- Sphoeroides lobatus (Steindachner, 1870)
- Sphoeroides maculatus (Bloch & Schneider, 1801)
- Sphoeroides marmoratus (Lowe, 1838)
- Sphoeroides nephelus (Goode & Bean, 1882)
- Sphoeroides nitidus Griffin, 1921
- Sphoeroides pachygaster (Müller & Troschel, 1848)
- Sphoeroides parvus Shipp & Yerger, 1969
- Sphoeroides rosenblatti Bussing, 1996
- Sphoeroides sechurae Hildebrand, 1946
- Sphoeroides spengleri (Bloch, 1785)
- Sphoeroides testudineus (Linnaeus, 1758)
- Sphoeroides trichocephalus (Cope, 1870)
- Sphoeroides tyleri Shipp, 1972
- Sphoeroides yergeri Shipp, 1972